# Clause d'établissement
Parmi les lois actives aux États-Unis, la clause d'établissement du premier amendement à la Constitution des États-Unis, ainsi que la clause de libre exercice de cet amendement, forment le droit constitutionnel à la liberté de religion. Le texte constitutionnel pertinent est :
« Congress shall make no law respecting an establishment of religion... »
« Le congres ne doit faire aucune loi visant à établir une religion... »
La clause d'établissement agit comme une double sécurité, interdisant à la fois les abus religieux du gouvernement et le contrôle politique de la religion. En vertu de ce texte, il est interdit au gouvernement fédéral des États-Unis et, par extension ultérieure, aux gouvernements de tous les États et territoires américains d'établir ou de parrainer une religion.
La clause était basée sur un certain nombre de précédents, notamment les Constitutions de Clarendon, la Déclaration des droits de 1689 et les constitutions coloniales de Pennsylvanie et du New Jersey. Une première ébauche de John Dickinson a été préparée parallèlement à la rédaction des Articles de la Confédération. En 1789, James Madison, alors membre du Congrès, prépara un autre projet qui, après discussion et débat au Premier Congrès, ferait partie du texte du premier amendement de la Déclaration des Droits. La clause d'établissement est complétée par la clause de libre exercice, qui accorde aux citoyens la liberté de toute ingérence gouvernementale dans les affaires religieuses privées et publiques.
La clause d'établissement est une limitation imposée au Congrès des États-Unis, l'empêchant d'adopter une législation établissant une religion officielle et, par interprétation, rendant illégal pour le gouvernement de promouvoir la théocratie ou de promouvoir une religion spécifique avec des subventions. La clause de libre exercice interdit au gouvernement d’empêcher le libre exercice de la religion. Bien que la clause d'établissement interdise au Congrès de préférer une religion à une autre, elle n'interdit pas au gouvernement de s'impliquer dans la religion pour ménager des aménagements en matière d'observances et de pratiques religieuses afin d'atteindre les objectifs de la clause de libre exercice.

## Contexte historique

### Constitutions de Clarendon
Les Constitutions de Clarendon, une loi anglaise du XIIe siècle, interdisaient aux accusés criminels d'invoquer les lois religieuses (donc, à l'époque dans l'Angleterre médiévale, le droit canonique de l'Église catholique) pour demander une exemption de poursuites pénales.

### Déclaration des droits de 1689
La Déclaration des droits anglaise de 1689 garantissait le droit de toutes les « sujets » d'être libres de l'établissement de lois catholiques romaines au sein du gouvernement anglais. (NdT: ni le texte original, ni l'article en lien ne me permettent d'être clair...)

### Constitutions coloniales du New Jersey et de Pennsylvanie
La ligne Mason-Dixon était la ligne de démarcation entre:
- la colonie catholique du Maryland
- et les colonies du New Jersey et de Pennsylvanie, qui suivaient la Déclaration des Droits de 1689 ainsi que leurs propres constitutions coloniales qui prévoyaient des protections similaires contre l'établissement de lois catholiques au sein du gouvernement.

### Statut de Virginie pour la liberté religieuse
Un précurseur supplémentaire possible était le Statut de Virginie pour la liberté religieuse. Le statut a été rédigé par Thomas Jefferson en 1777 et présenté à l'Assemblée générale de Virginie en 1779. Il n'a été adopté par l'Assemblée générale qu'en 1786. James Madison a joué un rôle important dans son adoption. La loi a supprimé l'Église d'Angleterre en Virginie et a garanti la liberté de religion aux hommes de toutes confessions religieuses, y compris les catholiques et les juifs ainsi que les membres de toutes les confessions protestantes.

### Déclaration des Droits des États-Unis
Le premier amendement fait partie d'un groupe de 10 amendements à la Constitution des États-Unis connus sous le nom de Déclaration des Droits « Bill of Rights ». L'idée d'ajouter une Déclaration des droits à la Constitution a été proposée par George Mason cinq jours avant la conclusion de la Convention constitutionnelle tenue à Philadelphie en 1787 :9 Sa proposition fut rejetée par les autres délégués. Alexander Hamilton a soutenu plus tard dans The Federalist Papers qu'une Déclaration des Droits était inutile, affirmant que, puisque la Constitution accordait des pouvoirs limités au gouvernement fédéral, elle n'accordait pas au nouveau gouvernement le pouvoir d'abuser des droits qui seraient limités par une Déclaration des Droits. :9–10 Néanmoins, les partisans de la Constitution (appelés fédéralistes), afin d'assurer sa ratification dans le Massachusetts, ont convenu d'ajouter un groupe d'amendements à la Constitution après sa ratification qui serviraient de Déclaration des Droits. Plus tard, six autres États recommandèrent également l’ajout d’une Déclaration des Droits, et l’idée fut également approuvée par Jefferson et Madison. Lorsque le premier Congrès fédéral s'est réuni en 1789, Madison a mis en œuvre l'idée en introduisant 17 amendements à la Constitution. En décembre 1791, dix de ses amendements furent ratifiés par les trois quarts nécessaires des États et devinrent partie intégrante de la Constitution américaine, devenant par la suite connue sous le nom de « Déclaration des Droits ».

### Inquiétudes des baptistes de Virginie
La clause d'établissement répondait aux préoccupations des membres de confessions minoritaires qui ne voulaient pas que le gouvernement fédéral établisse une religion d'État pour l'ensemble de la nation. Les baptistes de Virginie, par exemple, avaient été victimes de discrimination avant la dissolution de l'Église anglicane par l'État en 1786. Alors que la Virginie se préparait à organiser ses élections à la convention de ratification de l'État en 1788, les baptistes craignaient que la Constitution n'ait aucune garantie contre la création d'une nouvelle église nationale. Dans le comté d'Orange, en Virginie, deux candidats fédéralistes, James Madison et James Gordon Jr., se présentaient contre deux anti-fédéralistes (opposants à la Constitution), Thomas Barbour et Charles Porter. Barbour a demandé à John Leland, un prédicateur baptiste influent et fervent défenseur de la liberté religieuse, d'écrire une lettre à Barbour décrivant ses objections au projet de Constitution. Leland a déclaré dans la lettre que, entre autres préoccupations, la Constitution ne contenait aucune déclaration des droits ni aucune garantie pour la liberté religieuse et la liberté de la presse. Un certain nombre d'historiens ont conclu, sur la base de preuves circonstancielles convaincantes, que, juste avant les élections de mars 1788, Madison rencontra Leland et obtint son soutien en faveur de la ratification en répondant à ces préoccupations et en lui fournissant les assurances nécessaires. Quoi qu’il en soit, Leland a voté pour Madison. Le soutien de Leland, selon Scarberry, a probablement été important dans la victoire écrasante de Madison et Gordon,.

## Incorporation
Avant la promulgation du quatorzième amendement à la Constitution des États-Unis en 1868, la Cour suprême estimait généralement que les protections substantielles de la Déclaration des Droits ne s'appliquaient pas aux gouvernements des États. Par la suite, par la doctrine de l'incorporation, la Déclaration des Droits a été largement appliquée pour limiter également le gouvernement étatique et local. Le processus d’incorporation des deux clauses religieuses dans le premier amendement comportait deux volets. La première étape fut la conclusion de la Cour suprême en 1940 selon laquelle la clause de libre exercice était rendue applicable aux États par le biais du quatorzième amendement. Conceptuellement, cela a soulevé peu de difficultés : la clause de procédure régulière protège ces droits dans la Déclaration des Droits « implicites dans le concept de liberté ordonnée » et le libre exercice de la religion est un droit individuel par excellence (et a été reconnu comme tel au niveau de l'état depuis le début).
L'incorporation de la Clause d’Établissement en 1947 s'est avérée problématique à plusieurs égards et sujette à des critiques,,,,. La controverse concernant l'incorporation de la clause d'établissement résulte principalement du fait que l'une des intentions de la clause d'établissement était d'empêcher le Congrès d'interférer avec les établissements religieux de l'État qui existaient au moment de la fondation (au moins six États avaient établi des religions au moment de la fondation). C'était un fait reconnu même par les membres de la Cour, qui estimaient que la clause d'établissement a été rendue applicable aux États par le biais de l'incorporation. Des critiques, tels que Clarence Thomas, ont également soutenu que la clause de procédure régulière du quatorzième amendement est censée incorporer uniquement les droits individuels énoncés dans la Déclaration des droits; la Clause d’Établissement, contrairement à la clause de libre exercice (dont les critiques admettent volontiers qu'elle protège les droits individuels),, ne prétend pas protéger les droits individuels.

## Aide financière
Avant l'indépendance américaine, la plupart des colonies d'origine soutenaient les activités religieuses par des impôts (Collecte religieuse gouvernementale), plusieurs colonies choisissant une seule église comme religion officielle. Ces églises officielles bénéficiaient de privilèges non accordés à d'autres groupes religieux. Le Massachusetts et le Connecticut soutenaient l'Église congrégationaliste grâce aux impôts. Dans la Caroline du Sud coloniale, l'Église anglicane bénéficiait des taxes ecclésiastiques. D'autres colonies aideraient plus généralement la religion en exigeant des impôts qui financeraient en partie les institutions religieuses - les contribuables pourraient diriger leurs paiements vers la confession protestante de leur choix. Seules les colonies du Delaware, du New Jersey, de la Pennsylvanie et du Rhode Island n’exigeaient pas de taxe pour soutenir la religion. Pendant et après la Révolution américaine, les minorités religieuses, telles que les méthodistes et les baptistes, ont soutenu que les taxes destinées à soutenir la religion violaient les libertés conquises auprès des Britanniques. Les défenseurs de cette pratique affirmaient que le gouvernement devait financer les institutions religieuses parce que la vertu publique dépendait de ces institutions, qui ne pouvaient survivre en comptant uniquement sur les dons privés.
La Cour suprême a examiné pour la première fois la question de l'aide financière aux organisations religieuses dans l'affaire Bradfield c. Roberts (1899). Le gouvernement fédéral avait financé un hôpital géré par une institution catholique romaine. Dans cette affaire, la Cour a statué que le financement était destiné à une organisation laïque – l'hôpital – et était donc permis.
Au cours du XXe siècle, la Cour suprême a examiné de plus près les activités gouvernementales impliquant les institutions religieuses. Dans Everson c. Board of Education (1947), la Cour suprême a confirmé une loi du New Jersey finançant le transport des élèves vers les écoles, qu'elles soient paroissiales ou non. Le juge Hugo Black a déclaré :

« ... la clause du Premier Amendement a pour but d'ériger un mur de séparation entre l'église et l'Etat. »

La loi du New Jersey a été maintenue, car elle s'appliquait « à tous ses citoyens sans égard à leurs croyances religieuses ». Après Everson, des poursuites judiciaires dans plusieurs États ont cherché à dissocier les fonds publics de l'enseignement religieux, le cas principal étant celui de l'école Dixon au Nouveau-Mexique en 1951.
NdT : l'article Anglais comporte encore d'autres paragraphes concernant d'autres cas juridiques
Si la Cour a empêché les États de financer directement les écoles paroissiales, elle ne les a pas empêchés d’aider les collèges et universités religieux. Dans Tilton c. Richardson (1971), la Cour a autorisé l'utilisation de fonds publics pour la construction d'installations dans des établissements religieux d'enseignement supérieur. Il a été constaté qu’il n’y avait pas « d’enchevêtrement excessif » puisque les bâtiments eux-mêmes n’étaient pas religieux, contrairement aux enseignants des écoles paroissiales, et parce que l’aide prenait la forme d’une subvention ponctuelle plutôt que d’une assistance continue. L’une des plus grandes controverses récentes autour de l’amendement était centrée sur les chèques scolaires – une aide gouvernementale permettant aux étudiants de fréquenter des écoles privées à prédominance religieuse. La Cour suprême, dans l'affaire Zelman contre Simmons-Harris (2002), a confirmé la constitutionnalité des bons scolaires privés, rejetant une contestation de la clause d'établissement.

## Prière sanctionnée par l'État dans les écoles publiques
(NdT: résumé de l'article Anglais) En 1963, la récitation d'une prière ou de la bible dans les écoles publique est jugée anticonstitutionnelle.
(NdT: l'article anglais détaille ici 3 autres cas en 1963, 1985 et 1992)
En 2002, la controverse s'est centrée sur une décision de la Cour d'appel du neuvième circuit dans l'affaire Elk Grove Unified School District c. Newdow (2002), qui a invalidé une loi californienne prévoyant la récitation du serment d'allégeance (qui comprend l'expression "sous Dieu") dans les salles de classe. Chaque Chambre du Congrès a adopté des résolutions réaffirmant son soutien à cet engagement ; le vote du Sénat était de 99-0 et celui de la Chambre était de 416-3. La Cour suprême a entendu les arguments sur l'affaire, mais n'a pas statué sur le fond, annulant plutôt la décision du neuvième circuit pour des raisons valables.

## Expositions religieuses
L'inclusion de symboles religieux dans les expositions relatives au jours fériés a été portée devant la Cour suprême dans l'affaire Lynch contre Donnelly (1984), et de nouveau dans l' affaire Allegheny County contre le Grand Pittsburgh ACLU (1989). Dans le premier cas, la Cour a confirmé la légalité de l'exposition publique d'une crèche, jugeant que tout bénéfice pour la religion était « indirect, lointain et accessoire ». Dans le comté d'Allegheny, cependant, le tribunal a invalidé une exposition de crèche, qui occupait une place importante dans le palais de justice du comté et portait les mots Gloria in Excelsis Deo, les paroles chantées par les anges à la Nativité (Luc 2 : 14 dans la Vulgate latine). Dans le même temps, le tribunal du comté d'Allegheny a confirmé l'exposition d'une menorah à proximité, qui apparaissait avec un arbre de Noël et une pancarte saluant la liberté, estimant que « l'exposition combinée de l'arbre, du panneau et de la menorah ... reconnaît simplement que Noël et Hanoukka font partie de la même saison de vacances d'hiver, qui a atteint un statut laïc dans notre société.". Dans Lynch contre Donnelly, la Cour suprême a également développé, avec le test d'approbation, un test supplémentaire pour déterminer la constitutionnalité en vertu de la clause d'établissement de certaines actions gouvernementales.
En 2001, Roy Moore, alors juge en chef de l'Alabama, a installé un monument aux Dix Commandements dans le bâtiment judiciaire de l'État. En 2003, dans l'affaire Glassroth c. Moore, un juge fédéral lui a ordonné de retirer le monument, mais il a refusé d'obtempérer, ce qui a finalement conduit à sa destitution. La Cour suprême a refusé d'entendre l'affaire, permettant ainsi le maintien de la décision du tribunal inférieur.
Le 2 mars 2005, la Cour suprême a entendu les arguments de deux affaires impliquant des manifestations religieuses, Van Orden contre Perry et McCreary County contre ACLU du Kentucky. Il s'agissait des premières affaires traitant directement de l'affichage des dix commandements que la Cour entendait depuis Stone contre Graham (1980). Ces affaires ont été tranchées le 27 juin 2005. Dans l'affaire Van Orden, la Cour a confirmé, par 5 voix contre 4, la légalité d'une exposition des Dix Commandements au Capitole de l'État du Texas en raison du « but laïc » du monument. Dans le comté de McCreary, cependant, la Cour a jugé par cinq voix contre quatre que les expositions des Dix Commandements dans plusieurs palais de justice du comté du Kentucky étaient inconstitutionnelles parce qu'elles n'étaient pas clairement intégrées à une exposition laïque et étaient donc considérées comme ayant un but religieux.

## Lois bleues
Dans l'affaire McGowan c. Maryland de 1964, la Cour suprême a statué que les lois bleues qui restreignaient la vente de marchandises le dimanche (et étaient initialement destinées à accroître la fréquentation de l'Église) ne violaient pas la clause d'établissement parce qu'elles servaient un objectif laïc actuel consistant à fournir un jour de repos uniforme pour tous.

## Clause d'établissement pour le différend entre États
Clarence Thomas, juge à la Cour suprême des États-Unis, a contesté le fait que la clause d'établissement s'applique aux États, permettant ainsi à ces derniers d'établir une religion d'État,,,.
En 2013, les politiciens de Caroline du Nord ont proposé un projet de loi qui aurait pu permettre à la Caroline du Nord d'établir une religion officielle pour l'État,.
Un sondage YouGov de 2013 a révélé que 34 % des citoyens seraient favorables à l’établissement du christianisme comme religion d’État officielle dans leur propre État, 47 % y seraient opposés et 19 % seraient indécis.

## Voir également
Premier amendement de la Constitution des États-Unis#Établissement des religions
- Initiatives confessionnelles
- Lassonde c. District scolaire unifié de Pleasanton
- Aucune clause de test religieux
- Article 116 de la Constitution australienne
- Séparation de l'Église et de l'État aux États-Unis
- Torcaso c.Watkins
- Histoire religieuse des États-Unis
- William, H. Marnell, The First Amendment: Religious Freedom in America from Colonial Days to The School Prayer Controversy, Doubleday & Company, 1964

## Ressources de recherche
- Entrée de la bibliothèque du premier amendement pour les affaires relatives à la clause d'établissement (avec des liens vers toutes les affaires relatives à la clause d'établissement de la Cour suprême)
- Défendre la métaphore du « mur de séparation » de Jefferson
- L'expression religieuse dans la vie publique américaine : une déclaration commune sur le droit actuel

## Lectures complémentaires
- Daniel L. Dreisbach, Thomas Jefferson and the Wall of Separation Between Church and State, New York University Press, septembre 2002 (ISBN 978-0-8147-1935-0, lire en ligne)
- Royal C. Gilkey, "The Problem of Church and State in Terms of the Nonestablishment and Free Exercise of Religion", William & Mary Law Review, Vol. 9, Issue I, 1967, 149-165
- Scarberry, Mark S., « John Leland and James Madison: Religious Influence on the Ratification of the Constitution and on the Proposal of the Bill of Rights », Penn State Law Review, vol. 113,‎ avril 2009, p. 733–800 (lire en ligne)
- Stone, « The World of the Framers: A Christian Nation? », UCLA L. Rev., vol. 56,‎ 2008 (lire en ligne)
- Tillman, « Blushing Our Way Past Historical Fact And Fiction: A Response to Professor Geoffrey R. Stone's Melville B. Nimmer Memorial Lecture and Essay », Penn St. L. Rev., vol. 114,‎ 2009
- William M. Wiecek et United States, Permanent Committee for the Oliver Wendell Holmes Devise, The birth of the modern Constitution: the United States Supreme Court, 1941-1953, Cambridge University Press, 2006, 250–284 p. (ISBN 978-0-521-84820-6, lire en ligne), « The Establishment of Religion »